# 云南獐牙菜
云南獐牙菜（学名：Swertia yunnanensis）为龙胆科獐牙菜属下的一个种。其种加词 yunnanensis 意为“云南的”。